# Bulldozer (groupe français)
Pour les articles homonymes, voir Bulldozer (homonymie).
Bulldozer est un groupe de punk français apparu à la fin des années 1970. 
Ce groupe, créé par Gérard Pisani (sous le nom de Gerry Zipanar, ex-membre de Martin Circus de 1969 à 1972), se distingue du mouvement punk de l'époque par des mélodies accrocheuses et des paroles originales et satiriques mises en valeur par la voix rocailleuse de Pisani ainsi que de leurs gimmicks vocaux. 
Membres :
- Gérard Pisani, chanteur
- Paul-Jean Borowsky, sous le nom de Émile "Lulu" Palfium, guitariste solo, autre ex-Martin Circus de 1969 à 1971
- Bob Brault, alias Jérôme Boche, bassiste, autre ex-Martin Circus de 1969 à 1975
- Le jeune guitariste Lolita Carabine qui dirigera plus tard « Lol et le Groupe » de l'émission Nulle part ailleurs sur Canal+.
- Le batteur René Moulinot joue sur le premier album. Il deviendra chroniqueur dans Rock et Folk et L'Écho des Savanes ainsi que dans de nombreuses émissions de télé avec Thierry Ardisson, Guillaume Durand, Paul Amar... Il réalisera deux DVD du duo Shirley et Dino et tournera comme acteur dans de nombreux téléfilms. Il jouera également de la batterie avec Jean Schultheis et Louis Bertignac.

Dépréciés par certains du fait de leur affiliation avec Martin Circus, leur carrière s'achève après leur second album, Des gamelles et des bidons.

## Discographie
- J'suis Punk (1978)
- Des gamelles et des bidons (1979)